# Nicolau dos Reis Lobato

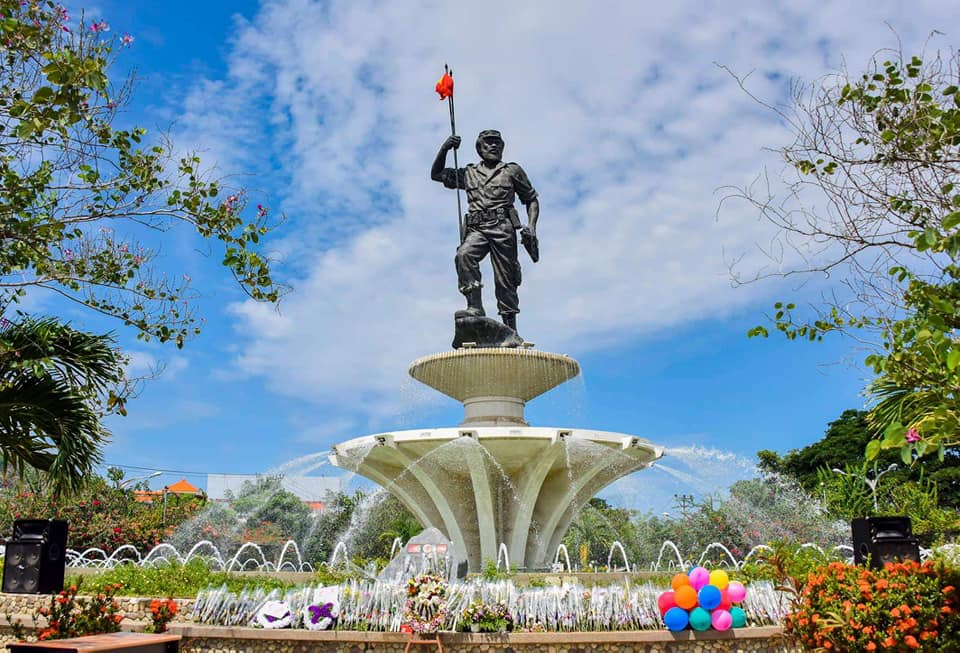
Denkmal von Nicolau Lobato in Comoro, Dili

Nicolau dos Reis Lobato (* 24. Mai 1946 in Sasatan Oan, Aitara Hun, Soibada/Portugiesisch-Timor; † 31. Dezember 1978 in Mindelo, Turiscai/Osttimor) war ein Politiker und Freiheitskämpfer aus Osttimor.

## Herkunft und Familie

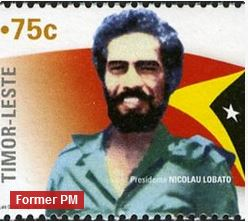
Briefmarke mit Nicolau Lobato

Diverse Quellen nennen als Geburtstag und Ort von Nicolau Lobato den 7. Dezember 1952 in Bazartete, doch eine ausführlichere Biographie, die von der FRETILIN verbreitet wird, gibt den 24. Mai 1946 in Sasatan Oan (Aitara Hun Soibada) an. Nicolau wäre, wenn er 1946 geboren wurde, der älteste Sohn von Narciso Manuel Lobato (aus Leorema, Bazartete) und Felismina Alves Lobato (aus Maluro Cumo/Macadique, Uato-Lari). Der Vater starb am 26. April 1976 in Leorema. Die Mutter wurde am Berg Maubere in Laclubar im Juli 1979 von den Indonesiern getötet. Nicolaus Großvater mütterlicherseits war Domingos da Costa Alves (aus Samoro, Soibada), der Katechist in Uato-Lari war. Auch Nicolau war praktizierender Katholik. Sein Taufpate war Fulgêncio dos Reis Ornay, Liurai von Fehuc Rin.
Nicolau hatte zwölf Geschwister: António Bosco Lobato, Rogério Tiago de Fátima Lobato, Maria Cesaltina Francisca Alves Lobato, Januario do Carmo Alves Lobato, Domingos Cassiano Maria da Silva Lobato, Luis Francisco de Assunção Alves Lobato, Silvestre Lobato, Madalena de Canossa Alves Lobato, Elga Maria do Rosário Alves Lobato, José Bernardo Alves Lobato, Silvestre Agostinho Alves Lobato und Elisa Maria Lobato. Silvestre war eine Totgeburt. José starb beim Bürgerkrieg gegen die UDT 1975, ebenso Domingos, Präsident der FRETILIN-Studentenorganisation UNETIM, der beim Massaker von Wedauberek umgebracht wurde. Maria Cesaltina Francisca und ihr Ehemann Moisés da Costa Pereira Sarmento wurden im März 1979 in Ratahau (Gemeinde Viqueque) von den Indonesiern getötet.
Auch fünf weitere Geschwister starben durch die Besetzung Osttimors durch Indonesien zwischen 1975 und 1999. Rogério wurde unter Marí Alkatiri Innenminister des wieder unabhängigen Osttimors (2002–2006). Er ist der letzte Lebende der Geschwister. Nicolaus Onkel Paolo verschwand Ende 1980 in Dili, einige Zeit nachdem er sich den Indonesiern gestellt hatte. Lúcia Lobato, eine jüngere Cousine von Nicolau, war von 2007 bis 2012 Justizministerin in der Regierung Xanana Gusmão, der Cousin Luís Maria Lobato mehrmals Vizeminister für Gesundheit.
1972 heiratete Nicolau Lobato  Isabel Barreto. Sie hatten einen gemeinsamen Sohn: José Maria Barreto Lobato. Isabel wurde bei der indonesischen Invasion am 7. Dezember 1975 vergewaltigt und am Tag darauf auf der Werft von Dili hingerichtet. Der Sohn wurde von seiner Tante  Olímpia Barreto und ihrem Mann José Gonçalves in Jakarta adoptiert und nahm zusätzlich deren Familiennamen Gonçalves an.
Die Brüder José Abílio Osório Soares und José Fernando Osório Soares waren Cousins von Nicolau Lobato.

## Leben

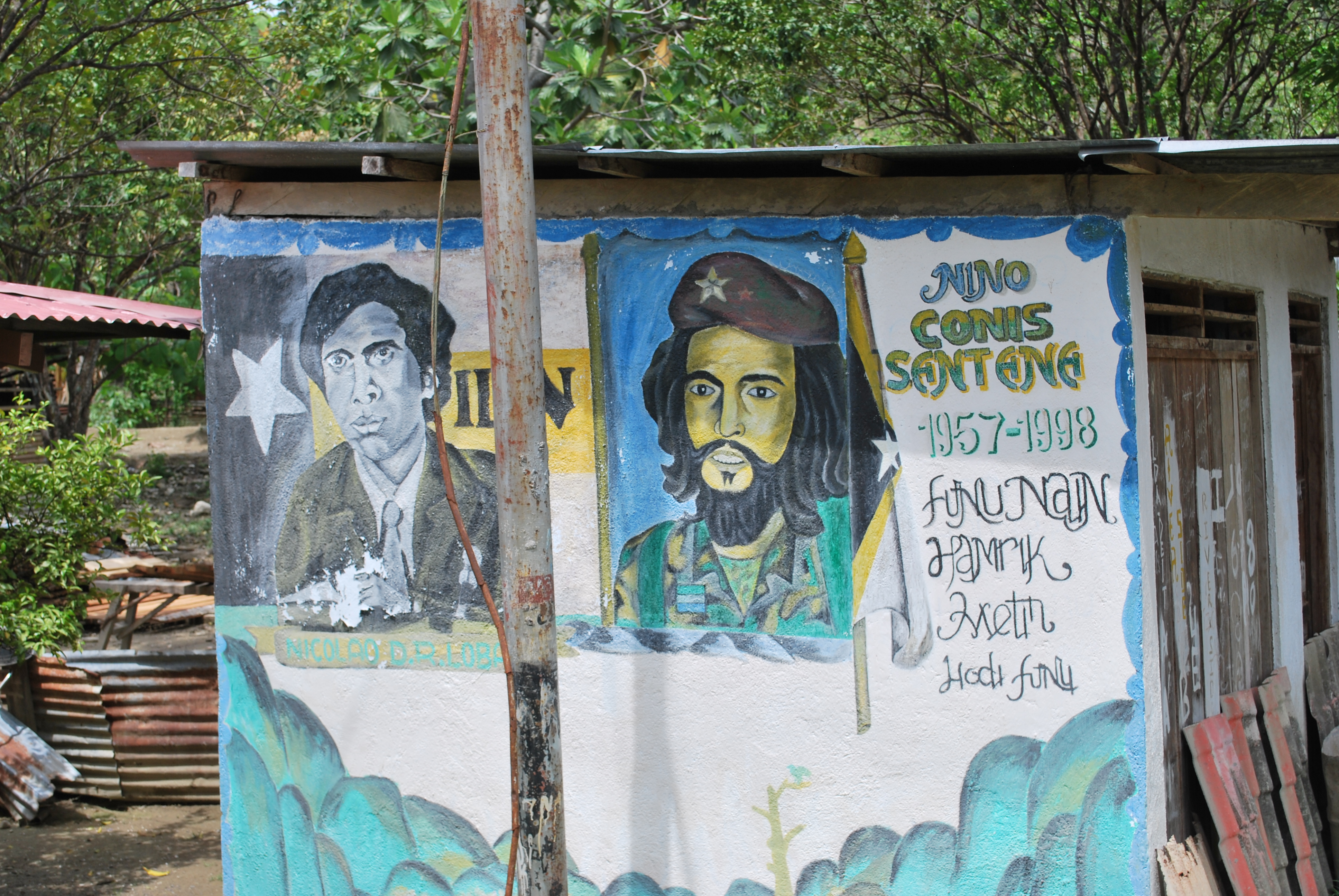
Graffiti mit Nicolau dos Reis Lobato (links) und Nino Konis Santana in Naeboruc

Bis er 13 Jahre alt war, ging Lobato in der Missão do Sagrado Coração de Jesus in Soibada an die Schule des Colégio Nuno Alvares Pereira, zusammen mit seinem Freund Alberto Ricardo da Silva. Dann wechselten beide Jungen an das Untere Priesterseminar Nossa Senhora da Fatima in Dare. Drei Jahre lang war Lobato hier Sprecher der Seminarteilnehmer, doch 1965 entschloss er sich gegen eine Karriere als Priester und verließ das Seminar. Sein Freund Silva verfolgte weiter die geistliche Laufbahn und wurde 2004 Bischof von Dili. Lobato wollte nach Coimbra zum Jurastudium in Portugal, doch die Krankheit seines Vaters zwang ihn, sich um die Ausbildung seiner Geschwister zu kümmern. Hinzu kam, dass nur wenige Timoresen in der Kolonialzeit ein Stipendium der portugiesischen Regierung erhielten. Lobato führte stattdessen seine Ausbildung am Liceu Dr. Francisco Machado in Dili weiter, unter anderem in Philosophie, Politik, Verwaltung und Portugiesisch.
1966 begann Lobato dann seinen Dienst in der portugiesischen Armee. Den Unteroffizierslehrgang schloss er als Kursbester ab, gefolgt von João Viegas Carrascalão und Moisés da Costa Pereira Sarmento als Drittem, Nicolaus späterem Schwager. Nicolau Lobato wurde in der Armee Quartiermeister in Bazartete, danach kam er zur 15. Jägerkompanie in Caicoli und wurde Offizier und zuständig für die Messe. Hier lernte Lobato Sergeant Timane aus Nampula in Portugiesisch-Ostafrika kennen, der ihm von der mosambikanischen Unabhängigkeitsbewegung erzählte, ein Vorbild der späteren FRETILIN in Osttimor. 1968 endete Lobatos Militärdienst. Zunächst wurde er Beamter in der Landwirtschaftsmission Portugiesisch-Timors. Hier hatte er Kontakt mit einem kapverdianischen Sympathisanten der PAIGC namens Marcelino. Lobato begann Bücher über den Befreiungskampf in den afrikanischen Kolonien Portugals zu lesen. Später wechselte er nach einer Beförderung zur Finanzbehörde, wo er für die Gehälter der Beamten in der Kolonialverwaltung zuständig war.
Nach dem Ende der portugiesischen Diktatur 1974 entstanden auch in Portugiesisch-Timor erste politische Parteien. Lobato war Mitbegründer der linksgerichteten FRETILIN und ab dem 11. September ihr Vizepräsident. Um mehr Zeit für seine politische Arbeit zu haben, verließ er den Beamtendienst. Als abzusehen war, dass die FRETILIN bei der anstehenden Unabhängigkeit die führende Partei des Landes werden würde, versuchte die UDT im August 1975 einen Putsch, der zu einem kurzen heftigen Bürgerkrieg führte. Lobato war entscheidend am Sieg der FRETILIN über die UDT beteiligt. Parallel versuchte er eine politische Lösung für den Konflikt zu finden, indem Portugal nochmals die Kontrolle über seine Kolonie übernehmen und sie geordnet in die Unabhängigkeit führen sollte. Die Versuche scheiterten. Angesichts der drohenden Invasion des Nachbars Indonesien rief die FRETILIN am 28. November 1975 die Unabhängigkeit der Demokratischen Republik Osttimor von Portugal aus. FRETILIN-Parteichef Francisco Xavier do Amaral wurde erster Präsident, Lobato erster Premierminister. Nach der Invasion der Indonesier in Dili am 7. Dezember musste Lobato allerdings mit anderen Mitgliedern des FRETILIN-Zentralkomitees am 11. August aus der Hauptstadt fliehen.

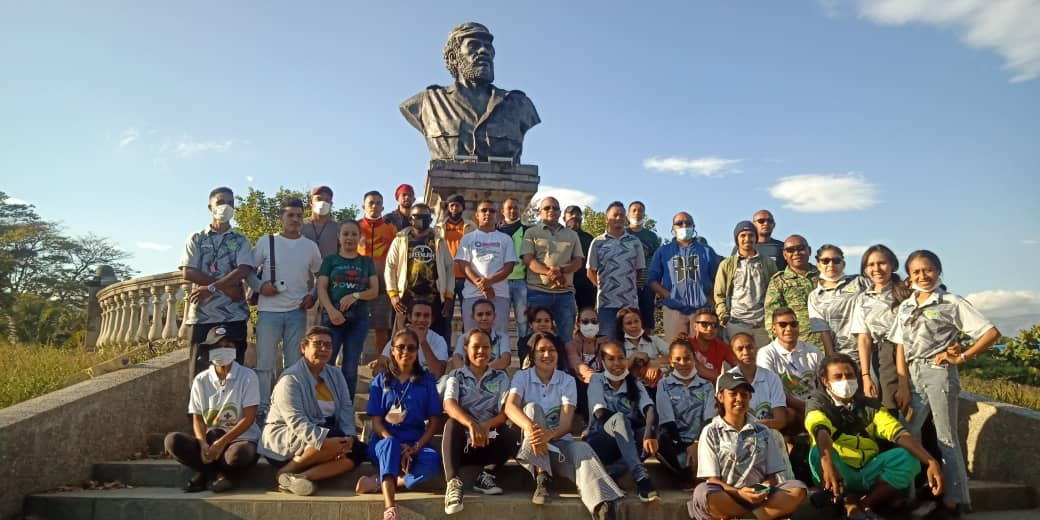
Lobato-Denkmal in der Stadt Aileu

Am 13. August zogen sie aus den angrenzenden Bergen weiter nach Aissirimou (Gemeinde Aileu). Dort rief Lobato zum allgemeinen bewaffneten Widerstand auf. Die portugiesischen Offiziere in Aileu wurden gezwungen, die noch dort stationierten timoresischen Kolonialsoldaten unter den Befehl der neugegründeten FALINTIL zu stellen, dem bewaffneten Arm der FRETILIN. Ab diesen Zeitpunkt hatte Lobato sowohl die militärische als auch die politische Führung des Widerstandes inne. Lobato begann mit der Organisation des Guerillakampfes. Auf dem FRETILIN-Kongress vom Mai 1976 in Soibada wurde er offiziell zum militärischen Kommandanten der FALINTIL erhoben. Von September 1977 an bis zum 31. Dezember 1978 war Lobato zudem Vorsitzender der FRETILIN und nominell Präsident der Demokratischen Republik Osttimor. Amaral war wegen Meinungsverschiedenheiten über das Vorgehen gegen die indonesische Besatzung von der FRETILIN abgesetzt worden.

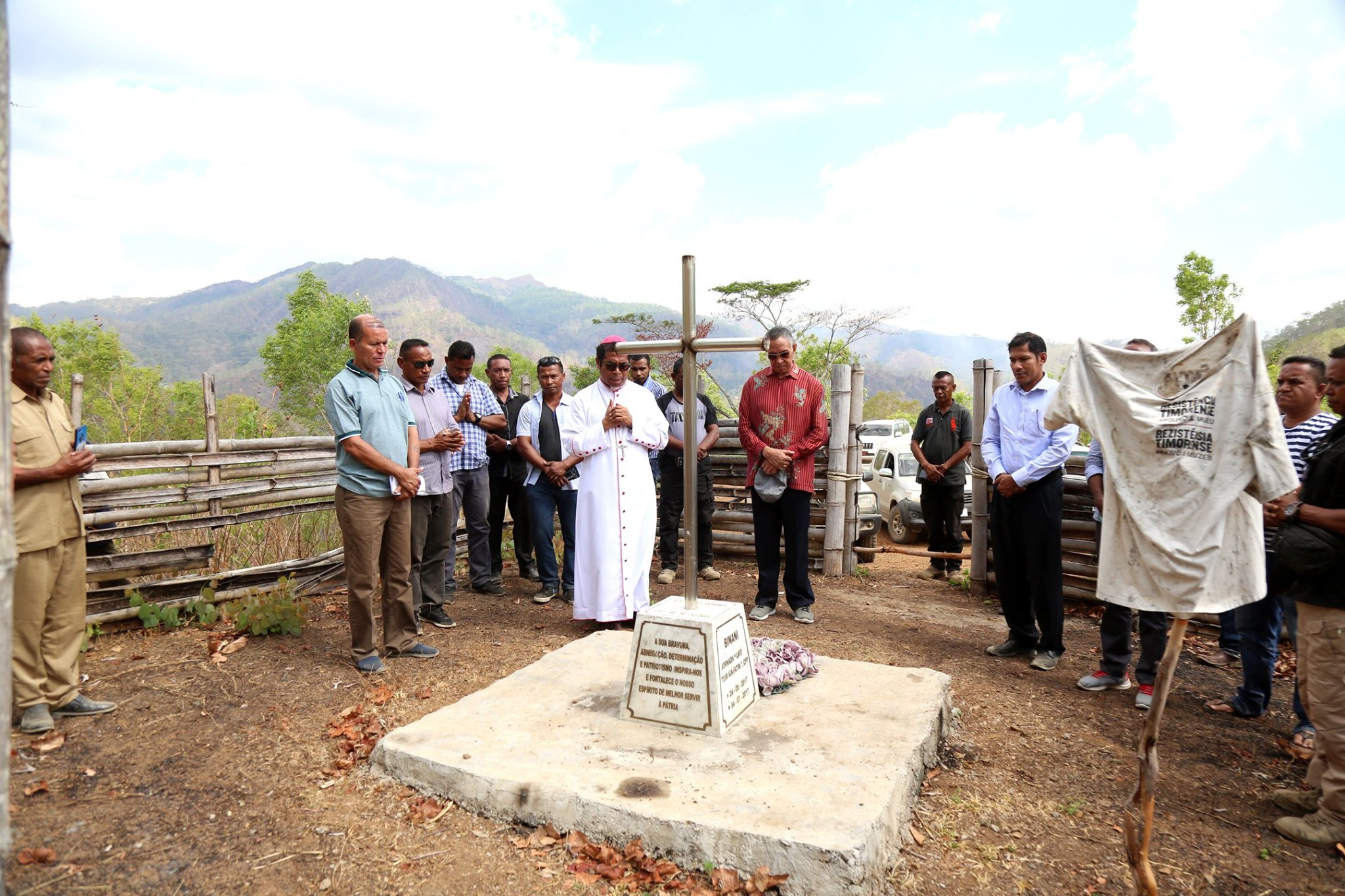
Einweihung von Kapelle und Gedenkstätte für Lobato in Mindelo

Bis Dezember 1978 wurden die Basen der Widerstandsbewegung von der indonesischen Armee weitgehend zerstört und über 80 % der FRETILIN-Kämpfer getötet. Lobato wurde bei der Operation Einkreisung durch eine Kugel am Bein verletzt und kurz darauf von Soldaten des indonesischen Infanteriebataillons 744 am 31. Dezember 1978 im Tal von Mindelo bei Turiscai gestellt. Mit den Worten „meine letzte Kugel ist mein Sieg“ (portugiesisch A minha última bala ea minha vitória) erschoss sich Lobato selbst, bevor er gefangen genommen werden konnte. Andere Quellen berichten, Lobato sei von den indonesischen Streitkräften getötet worden.

## Gedenken

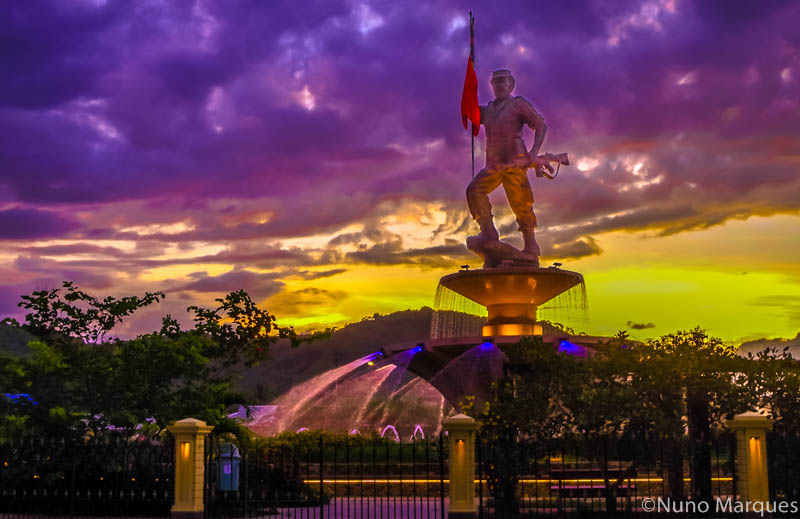
Das Nicolau-Lobato-Denkmal in Comoro

Lobatos Leichnam gilt als verschollen (Stand 2019). Er war zunächst von Oberst Dading Kalbuadi, dem indonesischen Armeechef in Osttimor, für eine Siegesfeier nach Dili gebracht worden. Erst Weihnachten 2003 fanden Bauarbeiter im Hof seines Hauses, das nun von Premierminister Marí Alkatiri bewohnt wurde, sterbliche Überreste, von denen Lobatos Familie glaubt, sie seien von Nicolau Lobato. Der Kopf fehlte. Er soll auf Anweisung von Indonesiens Präsident Suharto, zum Beweis des Todes Lobatos, nach Jakarta geschickt worden sein. Im März 2004 sandte die Familie Lobatos mehrere Knochen nach Darwin, um sie dort auf ihre Identität untersuchen zu lassen, doch dort wurden sie über fünf Jahre im Forensischen Zentrum der Northern Territory Police vergessen. Die Knochen erwiesen sich schließlich als nicht jene von Nicolau Lobato. 2018 wurden weitere Untersuchungen angekündigt. Zuvor hatte im August Osttimors Regierung die Forderung nach einer Rückgabe der sterblichen Überreste Lobatos und anderer Freiheitskämpfer durch Indonesien erneuert.
Nicolau dos Reis Lobato gilt für die Osttimoresen egal welcher politischen Richtung als Volksheld. Nach ihm wurde der neue internationale Flughafen Dilis Presidente Nicolau Lobato International Airport, die Avenida Nicolau Lobato und der Präsidentenpalast Osttimors benannt. Ebenso das Nicolau Lobato Trainingszentrum nahe Metinaro, in dem das zweite Bataillon der Verteidigungskräfte Osttimors stationiert ist. Seit 2014 steht in Comoro/Dili eine überlebensgroße Statue von Lobato inmitten des großen Kreisverkehrs. Der Orden Nicolau Lobato ist ihm gewidmet.
Posthum wurden Lobato der Ordem de Dom Boaventura und die Grand Collar des Ordem de Timor-Leste verliehen.